# Phoeniconaias siamensis
Phoeniconaias siamensis fue una especie extinta de flamenco que vivió en el norte de Tailandia durante el Mioceno. Su pariente vivo más cercano es el flamenco menor.

## Historia y Denominación
Phoeniconaias siamensis fue nombrada en 1991 en base a varios materiales poscraneales encontrados en el embalse de Mae Long en Li, al norte de Tailandia. El holotipo, TLi 7, es el extremo distal de un tarsometatarso derecho, materiales referidos también incluyen elementos de las alas y patas traseras derecha e izquierda, una escápula y una vértebra cervical.
El nombre específico deriva de Siam, el nombre histórico de Tailandia.

## Descripción
Una de las principales formas de diferenciar los tres géneros de flamencos conocidos es mediante la forma del pico y la anatomía del hueso del primer dedo del pie, dos características que no se conservan en Phoeniconaias siamensis . Los fósiles de Li se vieron referidos al género Phoeniconaias por la anatomía de la tróclea del tarsometatarso. La tróclea correspondiente al segundo dedo presenta una cara interna alargada y poco redonda, mientras que la del tercer dedo crea una punta afilada al extenderse mucho más allá de la escotadura intertroclear externa. El tamaño coincide con el flamenco menor, siendo P. siamensis más robusto que su pariente moderno y solo un poco más grande. Phoeniconaias siamensis se diagnostica por las siguientes características: en el puente supratendinal del tibiotarso se presenta una gran prominencia, en el tarsometatarso se aprecian grandes cotilos y el surco que recibe al músculo fibular está notablemente pronunciado. El húmero tiene una impresión profunda para el músculo braquial y el cúbito posee una tuberosidad afilada. La tróclea del tercer dedo muestra la punta afilada típica del género y el foramen distal se ubica por encima de la escotadura intertroclear.